# Tensiometro

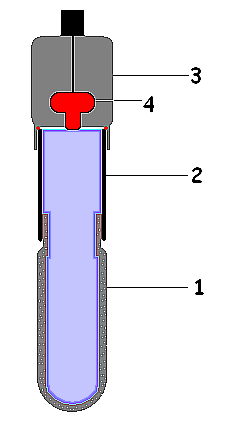
Sonda di un tensiometro elettronico: (1) punta porosa; (2) tubo riempito d'acqua; (3) "testa" del sensore; (4) sensore di pressione

Il tensiometro è uno strumento per la misurazione del carico di suzione, cioè la forza con cui l'acqua è attratta e trattenuta nel terreno. Serve anche per misurare il fronte bagnato, cioè la profondità a cui il terreno è saturo.
Lo strumento, formato da un tubo con una punta porosa, va riempito d'acqua e infilato nel terreno.
Per una buona ed efficace prova si dovranno utilizzare più tensiometri per diverse profondità (solitamente: 15-30-40 cm).
Se il terreno è saturo l'acqua all'interno non scenderà e lo strumento misurerà il valore "zero"; se il terreno è non saturo l'acqua inizierà a permeare verso il terreno permettendo così allo strumento di misurare la pressione interstiziale.
Quindi a seconda della pressione misurata si deduce il carico di suzione e in base all'altezza in cui lo strumento misura "zero" si comprende il livello a cui il terreno è saturo.

## Altra definizione
In meccanica, il tensiometro è uno strumento di misura e di controllo di carico su funi, cavi e nastri. Di uso comune su ascensori e sistemi di sollevamento, sfrutta l'angolo di raddrizzamento dei cavi ai quali è applicato e mostra il carico in unità meccaniche (Kg, daN, eccetera). Esistono strumenti con trasduttori fissati sulle singole funi che elettronicamente mostrano il carico su visore e permettono il controllo del carico limitandolo con livelli di allarme.
Modelli più semplici e manuali sono usati anche nella nautica per controllare la tensione del sartiame.